# Trimeresurus popeiorum
Trimeresurus popeiorum är en ormart som beskrevs av Smith 1937. Trimeresurus popeiorum ingår i släktet Trimeresurus och familjen huggormar. Inga underarter finns listade i Catalogue of Life.
Arten förekommer från östra Indien, Nepal och södra Kina till Laos och Thailand. Honor lägger inga ägg utan föder levande ungar.